# Amasis (faraone)
Amasis anche conosciuto come Amasi (586 a.C. ? – 526 a.C.) è stato un faraone della XXVI dinastia egizia.

## Biografia

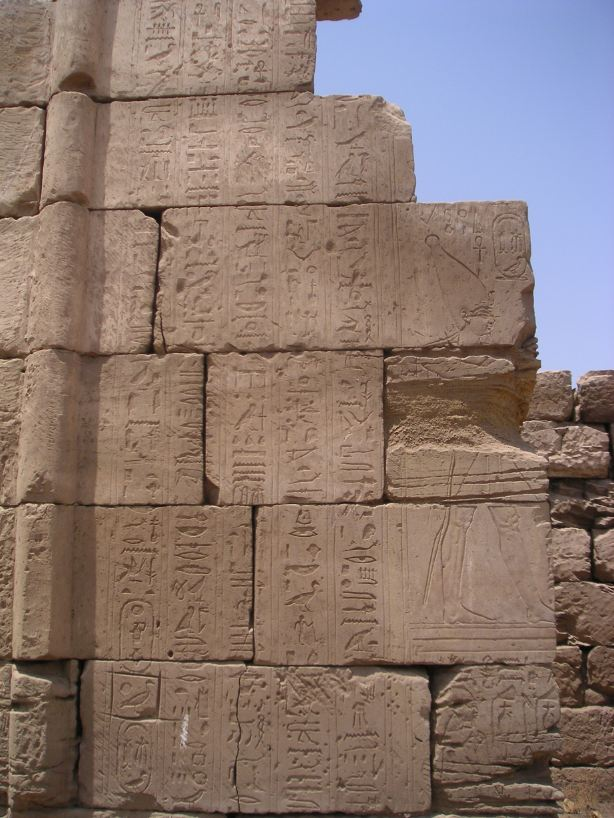
Rilievo di Amasis. Karnak, cappella della Divina Sposa di Amon Nitokris I.

Questo faraone è noto soprattutto coi nomi greci Amasis ed Amosis (quest'ultimo tramandato da Sesto Africano ed Eusebio di Cesarea), due varianti del greco antico Ἄμασις. Il nome egizio era tuttavia Ahmose, spesso riportato in letteratura come Ahmose II per distinguerlo dall'omonimo fondatore della XVIII dinastia vissuto circa mille anni prima.
Le nostre conoscenze sul lungo regno di Amasis (42 anni secondo Erodoto ed Eusebio di Cesarea, 44 secondo Sesto Africano) derivano principalmente da fonti greche (specialmente Erodoto) in quanto Cambise II, dopo la conquista persiana dell'Egitto, fece scalpellare la maggior parte delle sue iscrizioni.
Amasis giunse al trono in seguito alla sua acclamazione come re da parte delle truppe, soprattutto di origine libica, che si erano ammutinate dopo essere state inviate contro la città greca di Cirene dal faraone Apries. Malgrado quest'inizio tumultuoso ed al di fuori delle regole, il suo regno fu un periodo di pace e di sviluppo economico per l'Egitto. Durante il suo regno crebbe enormemente l'influenza dei mercanti greci in Egitto, per questo Amasis venne soprannominato filelleno, al punto da sollevare le proteste della popolazione locale, proteste che costrinsero il sovrano a concentrare tutte le attività mercantili controllate dai greci nella città di Naucrati. Notevole innovazione in campo fiscale fu l'obbligatorietà della dichiarazione annuale dei redditi sia di tipo fondiario che commerciale.

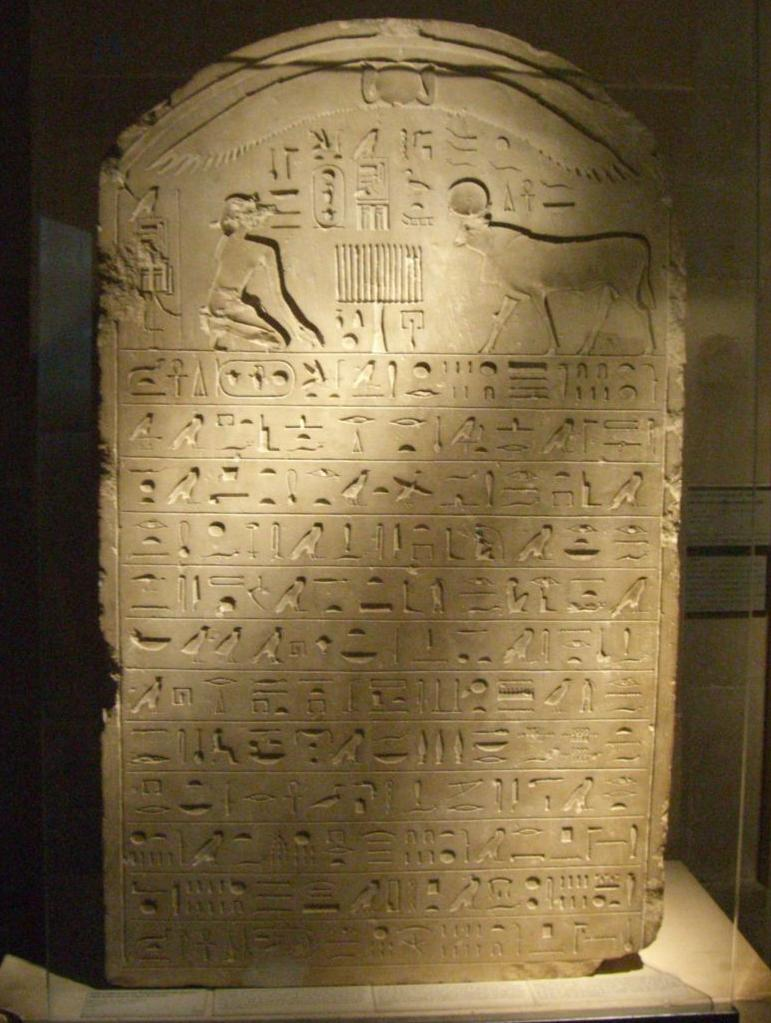
Stele funeraria di Api datata al 23º anno di regno di Amasis, proveniente da Saqqara. Parigi, Museo del Louvre.

In politica estera la situazione internazionale non permise ad Amasis una grande libertà di movimento e la maggior parte delle iniziative del sovrano furono di tipo diplomatico, rivolte al tentativo di contenere la pressione babilonese prima, ed il sempre crescente espansionismo persiano poi.
Appena salito al trono dovette affrontare un tentativo di invasione babilonese: in questo caso l'Egitto fu fortunato poiché problemi interni impedirono al re Nabucodonosor II di invadere la valle del Nilo pur essendo risultato vincitore sul campo di battaglia. Allo scopo di garantirsi il controllo delle vie commerciali del Mediterraneo orientale conquistò e rese tributarie alcune città dell'isola di Cipro.
A partire dal 558 a.C. la dinastia degli Achemenidi iniziò la sua opera di espansione minacciando il regno di Lidia il cui re, Creso, cercò protezione nell'alleanza con l'Egitto, con Babilonia e con Sparta ma, nel 546 a.C., Ciro II di Persia conquistò Sardi, capitale della Lidia. Nel 539 a.C. toccò a Babilonia doversi piegare di fronte a Ciro.
L'ultima fase dell'attacco persiano all'Egitto iniziò nel 529 a.C. con Cambise II, figlio e successore di Ciro. Nel 526 a.C. le città fenicie si sottomisero alla Persia fornendo a Cambise le basi navali di cui aveva bisogno per l'attacco finale. Amasis morì poco prima dell'epilogo dello scontro tra Egitto e Persia lasciando a suo figlio e successore, Psammetico III, il triste ruolo dello sconfitto.

## Titolatura
| G5 |

| G5 |

| s | mn · n | U1 | Aa11 · t |

| s | mn · n | U1 | Aa11 · t |

| s | mn · n | U1 | Aa11 · t |

| s | mn · n | U1 | Aa11 · t |

| s | mn · n | U1 | Aa11 · t |

| s | mn · n | U1 | Aa11 · t |

| s | mn · n | U1 | Aa11 · t |

| s | mn · n | U1 | Aa11 · t |

| G16 |

| G16 |

| G39 | R24 | M44 | N18 · N18 |

| G39 | R24 | M44 | N18 · N18 |

| G8 |

| G8 |

| R8 | R8 | R8 | U21 |

| R8 | R8 | R8 | U21 |

| M23 · X1 | L2 · X1 |

| M23 · X1 | L2 · X1 |

| N5 | W9 | m | ib |

| N5 | W9 | m | ib |

| N5 | W9 | m | ib |

| N5 | W9 | m | ib |

| N5 | W9 | m | ib |

| N5 | W9 | m | ib |

| N5 | W9 | m | ib |

| N5 | W9 | m | ib |

| G39 | N5 |

| G39 | N5 |

| N12 | F31 | R24 | G39 |

| N12 | F31 | R24 | G39 |

| N12 | F31 | R24 | G39 |

| N12 | F31 | R24 | G39 |

| N12 | F31 | R24 | G39 |

| N12 | F31 | R24 | G39 |

| N12 | F31 | R24 | G39 |

| N12 | F31 | R24 | G39 |